# Randy Graff
Randy Graff (23 de mayo de 1955) es una actriz y cantante estadounidense. Ganadora del premio Tony.

## Carrera
Graff ha estado en películas como claves para Tulsa y alquiler, así como en programas de televisión como Ley y orden, de NBC varias veces. Además de cine y televisión, Graff ha estado en varios espectáculos de Broadway. Interpretó el papel de Fantine en el musical Les Misérables cuando la producción se estrenó en Broadway en 1987, que incluía su versión de "I Dreamed a Dream", también en la banda sonora lanzado en 1990. Ella también ha aparecido en los revivals de Broadway del teatro musical Damn Yankees y Fiddler on the Roof.

## Créditos en Broadway
Broadway
- Fiddler on the Roof (2004)
- A Class Act (2001)
- High Society (1998)
- Moon Over Buffalo (1995)
- Laughter on the 23rd Floor (1993)
- City of Angels (1989)
- Les Misérables (1987)[4][5]

Off-Broadway
- A... My Name Is Alice (1983 y 1984)
- Hotel Suite (2000) – Millie
- A Class Act (2000) – Sophie
- Do Re Mi (1999)–  Kay Cram

## Filmografía
| Nombre                    | Tipo de Producción | Personaje                                           | Año        |
| ------------------------- | ------------------ | --------------------------------------------------- | ---------- |
| The Ed Begley Jr. Show    | Película de tv     | Marlene Hobart                                      | 1989       |
| Working It Out            | Serie              | Andy                                                | 1990       |
| Pros and Cons             | Serie              | Terri                                               | 1991       |
| Drexell's Class           | Serie              | Principal Francine E. Itkin                         | 1991       |
| Mad About You             | Serie              | Sharon                                              | 1993       |
| Love & War                | Serie              | Barbara                                             | 1995       |
| Bless This House          | Serie              | Marion                                              | 1995       |
| Keys to Tulsa             | Película           | Louise Brinkman                                     | 1997       |
| Ed                        | Serie              | Atorney                                             | 2001       |
| Law & Order               | Serie              | Helen DeVries / Hillary Morton / Dr. Martha Kershan | 1991- 2005 |
| Rent                      | Película           | Mrs. Cohen                                          | 2005       |
| Twins                     | Serie              | Tracy                                               | 2006       |
| Notes from the Underbelly | Serie              | Madre Brady                                         | 2007       |
| Cashmere Mafia            | Serie              | Blair Spillman                                      | 2008       |
| Learning to Drive         | Película           | Divorce Attorney                                    | 2014       |

## Premios y nominaciones
En 1987 fue galardonada en los premios Helen Hayes por su más notable roll "Fantine" en el teatro, además de esto Graff ganó el  Tony a la mejor actriz destacada en un musical, por su interpretación de Donna en la obra teatral Ciudad de Los Ángeles en 1990], y ha sido nominada a más de 4 premios que distinguen el teatro en Broadway. En el 2017 se anunció la lista de nominaciones en los Lucille Lortel donde resultó ganadora la noche del 7 de mayo en la ciudad de New York y próximamente participara en los Drama Desk respectivamente como Mejor actriz destacada.